# ديت ا لايف
ديت ا لايف (DATE A LIVE) (باليابانية: デート・ア・ライブ) هو اسم لرواية خفيفة من تأليف تاتشيبانا كوشي ورسم تسوناكو. تدور أحداث القصة حول ايتسوكا شيدو طالب في المرحلة الثانوية يلتقي في أحد الأيام بواحدة من "الأرواح" وهي كائنات غامضة تظهر في هذا العالم وتتسبب في كوارث تسمى بالزلزال الفضائي، تقوم منظمة مقاومة الأرواح ”AST" بمحاربتهم ولكن بسبب قوة الأرواح الكبيرة، فرصة التغلب عليهم ضئيلة جداً، لذالك تقرر منظمة "فراكسنيس" بمساعدة شيدو لإيقاف الأرواح عن طريق مواعدتهم و جعلهم يقعون في حب شيدو.
تحولت الرواية إلى عمل انمي تلفزيوني تم بثه لأول مرة على قناة Tokyo MX بتاريخ 6 أبريل 2013 ثم تم عرض الموسم الثاني بتاريخ 12 أبريل 2014 وأيضاً تم عرض فيلم انمي بعنوان 
Date A Live Movie: Mayuri Judgement في دور السينيما في اليابان بتاريخ 22 أغسطس 2015 كما انه تم الإعلان عن الموسم الثالث في 21 أكتوبر 2017 سيعرض في شهر يناير 2019. 

## وصلات خارجية
- ديت ا لايف على موقع ANN manga (الإنجليزية)

- موقع الرواية الرسمي (باليابانية)
- موقع الانمي الرسمي نسخة محفوظة 1 أغسطس 2013 على موقع واي باك مشين. (باليابانية)
- صفحة التويتر الرسمية